# 韦斯河畔马克塞 (默兹省)
韦斯河畔马克塞（法語：Maxey-sur-Vaise）是法国默兹省的一个市镇，属于科梅尔西区（Commercy）沃库勒尔县（Vaucouleurs）。该市镇总面积10.9平方公里，2009年时的人口为302人。

## 人口
韦斯河畔马克塞人口变化图示